# Lachi
I Lachi sono un gruppo etnico del Vietnam. Secondo un censimento del 1999, la popolazione Lachi si attesta sulle 10 765 unità. Ne esiste una comunità anche in Cina, nella provincia dello Yunnan, che nel 2000 era composta da 1 634 abitanti, di cui solo 60 continuavano a parlare la lingua lachi.
La maggioranza dei Lachi vive nella provincia di Ha Giang, nelle regioni a nord confinanti con la Cina e si suddividono in Lachi Neri (Manyou) e in Lachi dai capelli lunghi (Manpeng). Nomi alternativi per i Lachi sono: La Chi, Lachí, Laji, Lati, Tai Lati, Lipulio, Y To, Y Pí, Y Póng, Y Mia, Cù Te, Cu-Tê.
I Lachi vivono principalmente di agricoltura (riso in primis) e di allevamento.

## Lingua
I Lachi parlano la lingua lachi, divisa in due dialetti principali: il Liputiõ (Lachi Neri) e il Lipupi (Lachi dai capelli lunghi). Questa etnia è considerata, a livello linguistico, strettamente correlata ai Gelao, come dimostrato dall'affinità esistente tra i due idiomi. Altre similitudini vi sono tra la lingua Lachi e le lingue dei Buyang, dei Zhuang, dei Dong e dei Li (lingua Hlai). La lingua è classificata all'interno del ceppo Tai-Kadai. Molti Lachi adoperano, oltre alla lingua nativa, le lingue Zhuang, Miao e il cinese tradizionale.